# Satura
Satura – imię żeńskie pochodzenia łacińskiego, oznaczające "nasycona, usatysfakcjonowana". Żeński odpowiednik imienia Satur. Wśród patronów tego imienia – św. Satur, wspominany razem ze św. Armogastem i św. Maskulem.
Satura imieniny obchodzi 29 marca.